# Психологічна сумісність
Психологічна сумісність — характеристика тривалої взаємодії поміж двома та більше індивідами, коли прояви властивих цим індивідам рис характеру не призводять до істотних протиріч, які неможливо вирішити без зовнішнього втручання.
Хоча термін «психологічна сумісність» широко використовується у соціологічній та психологічній (та навіть частіше — у популярних книжках), досі не створено загальної теорії психологічної сумісності. Попри те, можна відмітити дослідження у цьому напрямку. Наприклад, існують Тест міжособової сумісності Т.Лірі, гіпотеза Г. Ю. Айзенка про сумісність темпераментів, гіпотеза Акоффа та Емері про сумісність установок, методика ДМО Л. М. Собчик та ін. Спробою створити таку теорію можна було б назвати соціонику (а точніше, соціонічну теорію інтертипних стосунків), однак треба помітити, що соціонічну методологію критикували за істотні недоліки.
Серед ключових проблем, пов'язаних зі створенням теорії психологічної сумісності, можна відмітити:
- відсутність загальновизнаних критеріїв об'єктивного виміру сумісності
- нерідко термін «сумісність» підміняють терміном «схожість», що не є одне і те ж
- невизначений статус (соціальна психологія? психологія особистості?)
- залишається відкритим питання, чи існують «більш сумісні» або «менш сумісні» психологічні типи (характери) або риси характеру.